# Mount Pleasant (Utah)
Mount Pleasant és una població dels Estats Units a l'estat de Utah. Segons el cens del 2000 tenia 2.707 habitants.

## Demografia
Segons el cens del 2000, Mount Pleasant tenia 2.707 habitants, 884 habitatges, i 655 famílies. La densitat de població era de 370,6 habitants per km².
Dels 884 habitatges en un 40,7% hi vivien nens de menys de 18 anys, en un 62% hi vivien parelles casades, en un 7,6% dones solteres, i en un 25,9% no eren unitats familiars. En el 23,4% dels habitatges hi vivien persones soles el 13,9% de les quals corresponia a persones de 65 anys o més que vivien soles. El nombre mitjà de persones vivint en cada habitatge era de 2,99 i el nombre mitjà de persones que vivien en cada família era de 3,56.
Per edats la població es repartia de la següent manera: un 36,5% tenia menys de 18 anys, un 8,5% entre 18 i 24, un 22,7% entre 25 i 44, un 18,6% de 45 a 60 i un 13,8% 65 anys o més.
L'edat mediana era de 30 anys. Per cada 100 dones de 18 o més anys hi havia 97 homes.
La renda mediana per habitatge era de 33.603 $ i la renda mediana per família de 40.300 $. Els homes tenien una renda mediana de 32.697 $ mentre que les dones 17.279 $. La renda per capita de la població era de 13.630 $. Entorn del 7% de les famílies i el 9,2% de la població estaven per davall del llindar de pobresa.

## Poblacions més properes
El següent diagrama mostra les poblacions més properes.